# 汪居安
汪居安（1490年—？），字行可，直隸安慶府桐城縣人，軍籍，明朝政治人物。

## 生平
正德十一年（1516年）丙子科應天鄉試第一百六名舉人，嘉靖二年（1523年）中式癸未科會試第二百三十八名，三甲第一百三名進士。授福建興化府推官，升戶部主事，管理臨清州倉，升郎中。

## 家族
曾祖汪文達；祖父汪冬；父汪潛。嫡母丁氏；生母胡氏。慈侍下。兄汪居仁、汪居正。